# Cixius separata
Cixius separata är en insektsart som beskrevs av Tsaur 1991. Cixius separata ingår i släktet Cixius och familjen kilstritar. Inga underarter finns listade i Catalogue of Life.